# Distrito electoral federal 5 de Yucatán

Integración del Distrito V de Yucatán.

El V Distrito Electoral Federal de Yucatán es uno de los 300 Distritos Electorales en los que se encuentra dividido el territorio de México y uno de los 5 en los que se divide el Yucatán. Su cabecera es la ciudad de Ticul.
Desde la redistritación de 2005 está formado por los municipios del oeste y suroeste del estado.

## Distritaciones anteriores

### Distritación 1996 - 2005
Su territorio era muy parecido, sin embargo, ocupaba un mayor sector del sur del estado.

## Diputados por el distrito
- LVII Legislatura
  - (1997 - 2000): Carlos Sobrino Sierra (PRI)
- LVIII Legislatura
  - (2000 - 2003): Rosa Elena Baduy Isaac (PRI)
- LIX Legislatura
  - (2003 - 2006): Ángel Canul Pacab (PRI)
- LX Legislatura
  - (2006 - 2009): Gerardo Escaroz Soler (PAN)
- LXI Legislatura
  - (2009 - 2012): Martín Enrique Castillo Ruz (PRI)
- LXII Legislatura
  - (2012 - 2015): Marco Alonso Vela Reyes (PRI)
  - (2015): Alberto Leónides Escamilla Cerón (PRI)
- LXIII Legislatura
  - (2015 - 2018): Felipe Cervera Hernández (PRI)
  - (2018): Rafael Chan Magaña (PRI)
- LXIV Legislatura
  - (2018 - 2021): Juan José Canul Pérez (PRI)
- LXV Legislatura
  - (2021 - 2024): Carmen Navarrete Navarro (PVEM)

## Elecciones de 2009
|  | Partido Acción Nacional                        |  | Aristeo de Jesús Catzim Cáceres |
|  | Coalición Primero México (PRI, PVEM)           |  | Martín Enrique Castillo Ruz     |
|  | Partido de la Revolución Democrática           |  | Bayardo Ojeda Marrufo           |
|  | Coalición Salvemos a México (PT, Convergencia) |  | Limbert Interian Gallegos       |
|  | Partido Nueva Alianza                          |  | Ángel Paulino Canul Pacab       |
|  | Partido Socialdemócrata                        |  | María Luisa Linares Olea        |

## Elecciones de 2021
| Elecciones federales de 2021 | Elecciones federales de 2021 | Elecciones federales de 2021          | Elecciones federales de 2021 |
| ---------------------------- | ---------------------------- | ------------------------------------- | ---------------------------- |
| Dist.                        | Partido                      | Candidato                             |                              |
| 01                           | PAN                          | Sergio Enrrique Chalé Cauich          |                              |
| 02                           | PVEM                         | Mario Xavier Peraza Ramírez           |                              |
| 03                           | PAN                          | Rommel Aghmed Pacheco Marrufo         |                              |
| 04                           | PAN                          | Cecilia Anunciación Patrón Laviada    |                              |
| 05                           | PVEM                         | Consuelo del Carmen Navarrete Navarro |                              |